# Kanał Augustowski

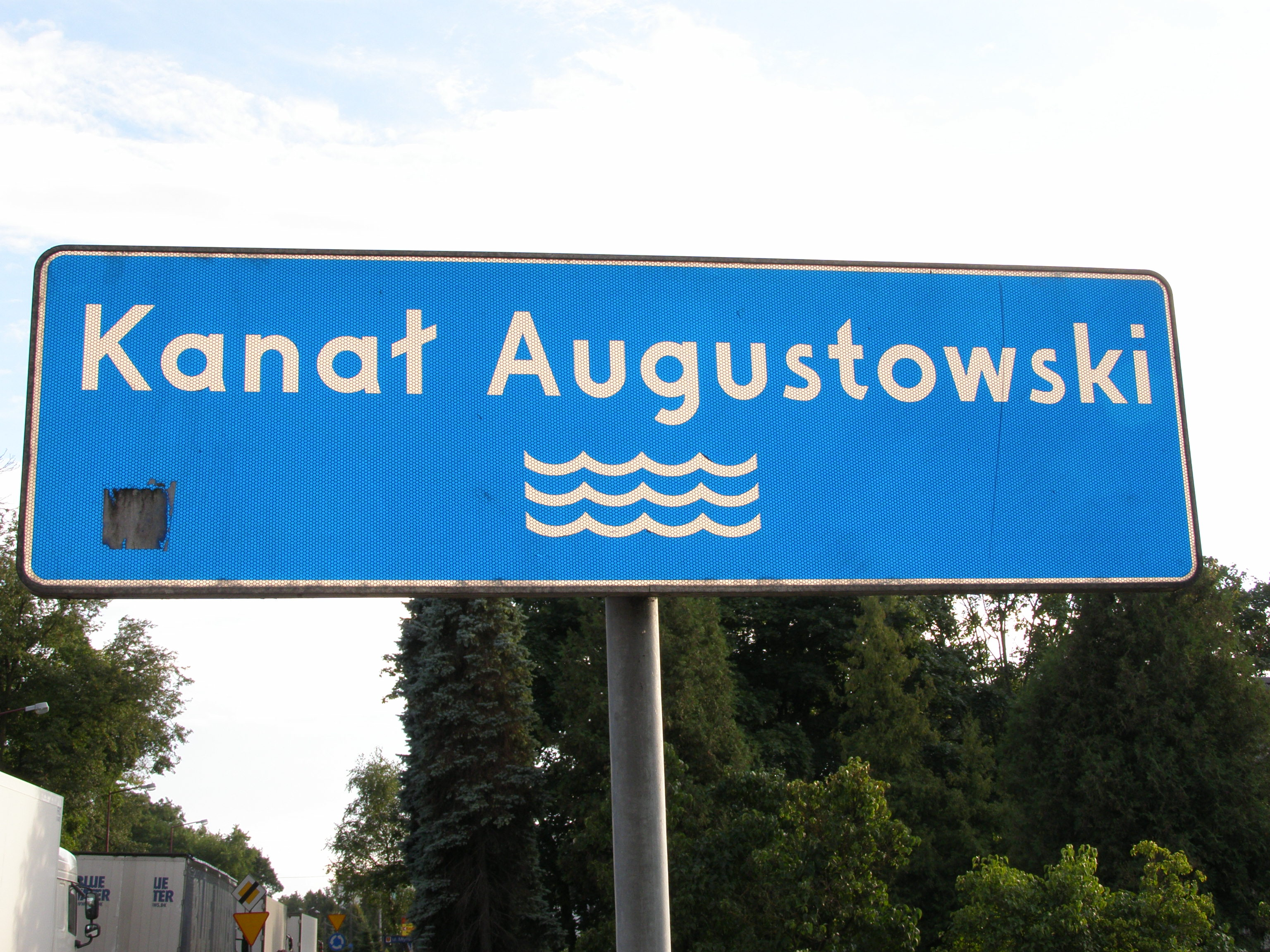
Znak drogowy przy drodze nad kanałem

Kanał Augustowski (biał. Аўгустоўскі канал) – kanał wodny łączący drogą okrężną dopływy Wisły z Bałtykiem poprzez dopływy Niemna, z pominięciem dolnego biegu Wisły.
Kanał Augustowski jest częścią Szlaku Batorego. Wraz z zespołem budowli i urządzeń został ujęty w rejestrze zabytków nieruchomych oraz uznany za pomnik historii. Od 2008 r. kanał był wspólnym polsko–białoruskim kandydatem do wpisania na listę światowego dziedzictwa UNESCO (wniosek wycofano w 2010 r. w celu poprawienia). Kanał Augustowski włączony został w Europejski Szlak Tematyczny Transport i Komunikacja, będący częścią Europejskiego Szlaku Dziedzictwa Przemysłowego.
O budowie Kanału Augustowskiego zdecydowano w celu ominięcia pruskich komór celnych przy tranzycie zboża do Gdańska, w trakcie polsko-pruskiej wojny celnej.

## Informacje ogólne
Długość kanału: 101 km, w tym 82 km w granicach Polski.
Kanał, oprócz śluz, których jest 18, tworzą:
- Netta (w górnym biegu od źródła do jeziora Necko – Rospuda) – rzeka w północno-wschodniej Polsce, prawy dopływ Biebrzy, dł. 102 km, dorzecze 1336 km². Źródła w pobliżu jez. Rospuda, przepływa przez jez. Garbaś, Sumowo, Bolesty i Necko.
- Czarna Hańcza – największa rzeka Wigierskiego Parku Narodowego oraz jedna z ważniejszych rzek Suwalszczyzny.
- jeziora augustowskie mające sporą ilość piaszczystych plaż i kąpielisk, co spowodowało umiejscowienie wielu ośrodków wypoczynkowych.

Bogaty jest świat wodnych ptaków: łabędzie, kaczki, gęsi. W Kanale Augustowskim występują: lin, leszcz, okoń, szczupak, węgorz, karaś, miętus pospolity, płoć i ukleja.
Z powodu braku regulacji Biebrzy i Narwi obecnie kanał nie jest skomunikowany z innymi drogami wodnymi w Polsce. Od roku 2008, po odbudowaniu stopni wodnych od Kurzyńca do Niemnowa, kanał stał się ponownie żeglowny na całej długości i odzyskał połączenie z Niemnem.
Od 2002 r. kanał jest uznawany za drogę wodną o znaczeniu regionalnym (klasa Ia – maks. długość statków z napędem i barek – 24 m, maks. szerokość – 3,5 m, maks. zanurzenie – 1 m).

## Przebieg kanału
Kanał Augustowski dzieli się na 2 odcinki:
- zachodni – od połączenia z Biebrzą do śluzy Augustów (0,0 – 32,50 km)
- wschodni – od śluzy Augustów do śluzy Niemnowo na Białorusi (32,50 – 101,20 km)

Kilometraż kanału liczony jest od połączenia z Biebrzą.
| Kilometr        | Opis |
| --------------- | --- |
| 0,0             | Połączenie z rzeką Biebrzą (na 84,2 km od źródeł). Początek Kanału Augustowskiego. |
| 0,35 – 10,95    | Trasa skanalizowaną rzeką Nettą. |
| 0,35            | Śluza Dębowo. Jaz zastawkowy (dawniej upust młyński). |
| 10,95 – 32,50   | Trasa sztucznym kanałem równolegle do Netty. |
| 13,20           | Śluza Sosnowo. Upust zastawkowy do zrzucania nadmiaru wody ze stanowiska Sosnowo-Borki do Netty. |
| 19,25           | Śluza Borki. Upust zastawkowy do zrzucania nadmiaru wody ze stanowiska Borki-Białobrzegi do Netty. |
| 19,35           | Jaz betonowy, zastawkowy, doprowadzający do stanowiska wodę z Netty. |
| 24,80           | Dawne miejsce upustu ulgowego Spichlerzysko, odprowadza wodę ze stanowiska Borki-Białobrzegi do Netty. |
| 26,60           | Połączenie kanału z odpływem jazu Białobrzegi, ograniczone możliwości doprowadzenia wody do stanowiska Borki-Białobrzegi z Netty. |
| 27,10           | Śluza Białobrzegi. |
| 27,60           | Upust Sojownica, zrzucający nadmiar wody ze stanowiska Białobrzegi-Augustów do jeziora Sajno. |
| 32,50           | Śluza Augustów. Na tym samym kilometrze znajduje się w Augustowie jaz piętrzący, sterujący odpływem z jeziora Necko do Sajna, oraz dawny upust młyński. Celem piętrzenia jest tworzenie rezerwy retencyjnej do zasilania kanału na odcinku Augustów-Dębowo. Od tego miejsca zaczyna się wschodni odcinek kanału. |
| 32,50 – 43,50   | Trasa kanałem oraz jeziorami Necko (1,7 km) i Białe (6,7 km). |
| 43,50           | Śluza Przewięź. |
| 43,50 – 47 – 50 | Trasa krótkimi kanałami oraz przez jezioro Studzieniczne. |
| 47,40           | Śluza Swoboda. |
| 47,40 – 57,00   | Sztuczny przekop – stanowisko szczytowe kanału (127 m n.p.m.), zasilane z jeziora Serwy (dopływ na 53 km). Na trasie odcinka znajduje się staw Swoboda i Górczyckie. |
| 57,00           | Śluza Gorczyca. Upust na kanale ulgi. |
| 57,00 – 60,90   | Odcinek przez sztuczne kanały oraz jeziora Jezioro Orle i Paniewo. |
| 60,90           | Śluza Paniewo. |
| 63,00           | Śluza Perkuć. Upust szandorowy na kanale bocznym. |
| 63,00 – 69,10   | Trasa krótkim kanałem i jeziorami Mikaszewo, Mikaszewo Staw i staw Mikaszówka. |
| 69,10           | Śluza Mikaszówka. Na kanale bocznym murowany jaz (upust) szandorowy. |
| 70,30           | Śluza Sosnówek. Na kanale bocznym niewielki murowany jaz (upust) szandorowy. |
| 70,50           | Do kanału wpada Czarna Hańcza. Od tego punktu kanał przebiega skanalizowaną rzeką. |
| 74,40           | Śluza Tartak. Na kanale bocznym jaz (upust) murowany zastawkowy. |
| 77,40           | Śluza Kudrynki. Na kanale bocznym murowany jaz (upust) zastawkowy. |
| 80,00 – 83,40   | Pas graniczny między Polską i Białorusią. |
| 81,75           | Śluza Kurzyniec. Na kanale bocznym murowany jaz (upust) zastawkowy. |
| 83,40           | Jaz Wołkuszek. |
| 83,40 – 101,20  | Odcinek kanału usytuowany na Białorusi. |
| 85,00           | Śluza Wołkuszek. |
| 91,50           | Śluza Dąbrówka. Na kanale ulgi jaz (upust) Dąbrówka. |
| 94,60           | W miejscowości Sonicze śluzą Czortek Czarna Hańcza wypływa z naturalnego koryta, kierując się do rzeki Niemen. |
| 100,00          | Jaz upustowy Kurkul, pięcioprzęsłowy, odprowadzający nadmiar wody ze stanowiska Dąbrówka-Niemnowo do Niemna. |
| 101,20          | Śluza Niemnowo. Koniec Kanału Augustowskiego. |

| Jeziora |
| --- |
| Jezioro Białe • Jezioro Blizno • Jezioro Necko • Jezioro Orle • Jezioro Paniewo • Jezioro Sajno • Jezioro Serwy • Jezioro Wigry |

| Rzeki                                                        |
| ------------------------------------------------------------ |
| Biebrza • Czarna Hańcza • Netta • Niemen • Marycha • Rospuda |

| Miejscowości                                                                               |
| ------------------------------------------------------------------------------------------ |
| Augustów • Dąbrowa • Grodno • Jaziewo • Lipsk nad Biebrzą • Raczki • Rygol • Sucha Rzeczka |

### Śluzy

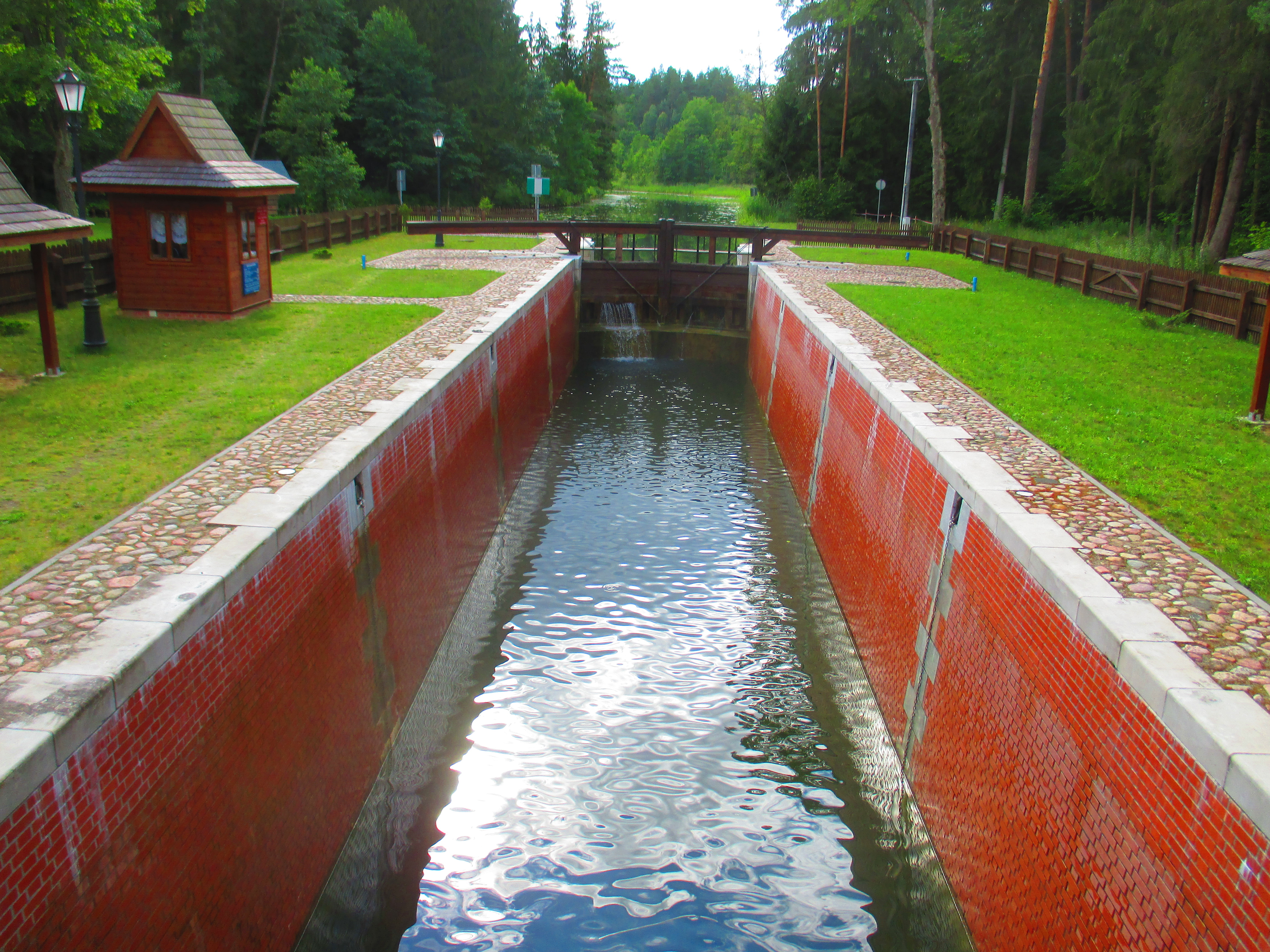
Śluza Perkuć na Kanale Augustowskim

W ramach Kanału Augustowskiego wybudowano 18 śluz. Obecnie w granicach Polski znajduje się 14 z nich, 3 na terenie Białorusi (Wołkuszek, Dąbrówka, Niemnowo), a przez śluzę Kurzyniec przebiega granica polsko–białoruska.
Śluzy według liczby komór:
- jednokomorowe: 16
- dwukomorowe: 1 – Paniewo
- czterokomorowe: 1 – Niemnowo (pierwotnie trzykomorowa, czwartą komorę dobudowano latach 2004–2006)

Śluzy pozwalają przenieść statki o:
- 15 m na odcinku od Biebrzy do Augustowa
- 41 m na odcinku od Augustowa do Niemna

Śluzy od rzeki Biebrzy:
1. Dębowo
2. Sosnowo
3. Borki
4. Białobrzegi
5. Augustów
6. Przewięź
7. Swoboda
8. Gorczyca
9. Paniewo
10. Perkuć
11. Mikaszówka
12. Sosnówek
13. Tartak
14. Kudrynki
15. Kurzyniec
16. Wołkuszek
17. Dąbrówka
18. Niemnowo

## Turystyka
Po kanale pływają statki Żeglugi Augustowskiej, przewożąc rocznie ok. 100 tys. pasażerów na kilku trasach, w tym najbardziej popularnej Papieskiej: port w Augustowie – rzeka Netta – jezioro Necko – rzeka Klonownica – Jezioro Białe – śluza w Przewięzi – Jezioro Studzieniczne i powrót (którą na odcinku od Augustowa do Studzienicznej 9 czerwca 1999 r. w czasie 7 godzin płynął sztandarowym statkiem Serwy papież Jan Paweł II). Serwy zwodowano w 1962 r. w Gdańsku; kolejny statek – Sajno – w 1960 r. (pływał on kiedyś po Wiśle jako Świtezianka), natomiast najmłodszego Perkoza w 1971 r. Dwa pierwsze statki mieszczą 203 pasażerów, natomiast trzeci mieści na pokładzie 74 osoby.
Po Kanale Augustowskim można pływać kajakiem. Jeśli natomiast chce się zwiedzać z brzegu, można wybrać przejeżdżkę wzdłuż kanału samochodem lub rowerem. Popularne są również piesze wycieczki wyznaczonym szlakiem zielonym. Szlak ten zaczyna się w Augustowie i kończy w Mikaszówce. 
W Augustowie znajduje się także Muzeum Historii Kanału Augustowskiego.

## Historia[11][12]

### Decyzja o budowie
Drogi wodne były kluczowe dla gospodarki wielu krajów przed rozwojem kolei w XIX wieku. W dobie rewolucji przemysłowej we wczesnych latach XIX wieku powstała konieczność szukania połączeń śródlądowych. Rozwój techniki inżynieryjnej na świecie spowodował budowanie kanałów, czyli sztucznych połączeń wodnych wykorzystujących istniejące naturalne cieki wodne.
W Królestwie Polskim po uzyskaniu dużej autonomii (rząd, parlament, wojsko), w latach 1815–1830 nastąpił intensywny rozwój przemysłu i ekspansja gospodarcza. Najpoważniejszym problemem stał się eksport towarów, spławianych Wisłą do Gdańska. Królestwo Polskie potrzebowało otwartego i wolnego dostępu do morza w celu nawiązania silnych stosunków gospodarczych z Zachodem, zwłaszcza z Wielką Brytanią. Minister skarbu Franciszek Ksawery Drucki Lubecki postanowił wybudować kanał żeglowny z pominięciem Gdańska, Elbląga, Kłajpedy i Królewca. Pomysł swój przedstawił Aleksandrowi I już w lipcu lub sierpniu 1822 r. Cesarz zgodził się, a spory wpływ na jego decyzję miały wydarzenia międzynarodowe – Prusy wprowadziły w 1823 r. represyjne cła (opłaty na niektóre towary, np. żyto i jęczmień wzrosły sześciokrotnie, na owies trzynastokrotnie), które wywołały polsko-pruską wojnę celną . Aleksander, wbrew woli ks. Druckiego Lubeckiego, powierzył budowę kanału nie Ministerstwu Skarbu, lecz wojsku. Wielki książę Konstanty, jako naczelny wódz, powierzył rozpoczęcie prac przygotowawczych generałowi Maurycemu Haukemu, szefowi Kwatermistrzowsta Generalnego. Ten do wykonania zadania wyznaczył generała (wtedy jeszcze podpułkownika) Ignacego Prądzyńskiego. Prądzyński nie miał doświadczenia w budowie kanałów, więc początkowo nie chciał się podjąć tej misji, lecz Hauke przekonał go słowami: „Ja na żaden sposób nie mogę Księciu powiedzieć, że w polskich korpusach artylerii, inżynierii i kwatermistrzowstwa nie mam oficera, coby potrafił zrobić projekt kanału. Jeżeli sam się tego nie chcesz podjąć, powiedzże mi, ale pod odpowiedzialnością twego sumienia, kto to lepiej od ciebie zrobi”. Prądzyński nie potrafił wskazać godnego następcy, podjął się więc zadania i rozpoczął studiowanie zagranicznych opracowań, głównie francuskich i niemieckich, na temat regulacji rzek, budowy portów i śluz, produkcji oraz wytrzymałości materiałów i konserwacji kanałów.

### Projektowanie
Prądzyński przybył do Augustowa 15 czerwca 1823. Jego pierwszym zadaniem był objazd terenów od Biebrzy do Niemna, ustawienie odpowiednich znaków sygnałowych i wyrąbanie drzew na trasie przyszłego kanału. Musiał też przeprowadzić odpowiednie pomiary, przy czym skorzystał z wyników prac pruskich geodetów pod przewodnictwem Schülera, którzy w latach 1799–1800 prowadzili pomiary nad Biebrzą i Nettą, w celu osuszenia bagien w pobliżu tych rzek. Prądzyński napotykał wiele problemów, jednym z najpoważniejszych była dzikość krainy, którą pokrywały gęste lasy, bagna i błota, przez co budowniczym trudno było się przemieszczać. Brakowało też wykwalifikowanych ludzi, tylko kpt. Jerzy Arnold był dostatecznie doświadczony. Mimo tych problemów, miesiąc po przybyciu do Augustowa Prądzyński już wysłał gen. Haukemu wstępny szkic kanału. Dowództwo ponaglało go, by do końca roku skończył prace nad pomiarami i wytyczaniem trasy. Rozpoczęły się jednak ulewne deszcze, przez które tereny podmokłe stały się niedostępne dla inżynierów. W listopadzie 1823 r. ekipa Prądzyńskiego powróciła do Warszawy z powodu coraz krótszych dni i złej pogody. W Augustowie pozostał Jerzy Rakusa, któremu Prądzyński pozostawił instrukcję określającą jakie prace i w jakim terminie powinny być wykonane. Rakusa miał wykonać pomiary jezior, w szczególności zbadać głębokość Necka, Białego, Studzienicznego, Sajna, Stawu Sajenkowskiego, Serw i wszystkich jezior od Rudy Gorczyckiej do Mikaszówki. Rakusa zbadał też pływy w jeziorach w kierunku najgłębszych miejsc, przy czym pomagali mu doświadczeni rybacy. W czasie roztopów Rakusa zaznaczył na wszystkich rzekach i jeziorach na trasie przyszłego kanału wysokość przyboru wód i zasięg wylewów. O postępach prac na bieżąco informował Prądzyńskiego. Sam Prądzyński również nie próżnował. Całą zimę przygotowywał projekt kanału, który ukończył wiosną 1824 r. Projekt miał formę memoriału w języku francuskim. Pierwsza część memoriału miała charakter opisowy, przedstawiono w niej korzyści z budowy kanału, wyniki prac przygotowawczych oraz prowadzonych pomiarów. Po tej części wstępnej, Prądzyński napisał część szczegółową, zawierającą zasadniczy projekt kanału.

### Projekt Prądzyńskiego
Pierwszym odcinkiem była Biebrza od ujścia tej rzeki do Narwi do ujścia Netty. Ten odcinek Biebrzy miał 50 600 sążni, lecz planowano skrócenie go do 36 800 sążni poprzez wyprostowanie koryta rzeki 37 przecięciami. Drugi odcinek to rzeka Netta, która miała 23 220 sążni, co miało być skrócone do 18 457 sążni 57 przecięciami. Rzeczne rozgałęzienia i rozlewiska miały być zlikwidowane zaporami i obudowaniami z wikliny. W okresie letnim rzeka miała być zasilana zasobami wodnymi z jezior Necko, Białego, Studzienicznego i Sajno. Miało być to osiągnięte poprzez budowę śluzy nr 1 w Augustowie. Prądzyński pisał też, że być może konieczne będzie zbudowanie dodatkowej śluzy w Białobrzegach. Dalej trasa kanału miała biec jeziorem Necko, Klonownicą, a następnie Jeziorem Białym. Między nim a Studzieniczym zaplanowany został przekop i śluza nr 2. Od jeziora Studzienicznego miał powstać przekop długości 2400 sążni do rzeki Ptaszek. Stamtąd trasa kanału miała biec rzeką do Gorczycy, gdzie miała być śluza nr 3. Następnie kanał miał biec do jeziora Orlego, a stamtąd miał powstać przekop długości 500 sążni do jeziora Paniewo. Za nim miał powstać kolejny przekop długości 240 sążni do jeziora Krzywego. Między jeziorami Krzywym a Paniewem zaplanowano śluzę nr 4, dwukomorową. Kanał miał następnie biec rzeką Perkuć do jeziora Mikaszewo, gdzie miała powstać śluza nr 5. Z Mikaszewa zaplanowano przekop do jeziora Mikaszówka i stawu o tej samej nazwie. Stamtąd miano się przekopać do rzeki Czarnej Hańczy oraz zbudować śluzy nr 6 i 7. Łącznie trasa od Netty do Czarnej Hańczy miała mieć 15 900 sążni, w tym 8700 sążni przez jeziora. Przekopy miały mieć łącznie długość 3300 sążni. Ostatni odcinek miał biec Czarną Hańczą. Miała ona na odcinku od połączenia z kanałem do ujścia do Niemna 27 500 sążni, co planowano skrócić do 15 120 sążni za pomocą 40 przekopów. Na rzece zaplanowano cztery śluzy, w tym jedną (nr 11) dwukomorową.
Śluzy miały wyrównywać spadek wody od 8 do 12 stóp każda. Miały być budowane wedle dwóch wzorów – całkowicie murowane z dnem wyłożonym kamieniami i z dnem wyłożonym balami drewnianymi i murowanym obudowaniem. Zadbano o estetykę śluz i patriotyczną symbolikę – miały być wykładane czerwoną cegłą i białym piaskowcem, co było nawiązaniem do polskich barw narodowych.
Szerokość dna kanału miała być nie większa niż 40 stóp, a głębokość 5 stóp. Po jednej stronie kanału miała być droga do holowania o szerokości 2 sążni. Wzdłuż kanału miały być posadzone drzewa w celu upiększenia go.
Zaplanowano też budowę upustów, jazów i mostów. Mosty nad jazami miały być stałe, a nad śluzami podnoszone.

### Kosztorys
Koszty budowy kanału przedstawione przez Prądzyńskiego były następujące:
- prace w celu doprowadzenia Biebrzy do stanu używalności miały kosztować 115 500 zł.
- prace na rzece Netcie – 1 083 000 zł
- prace ziemne przy połączeniu Netty z Czarną Hańczą – 1 615 000 zł
- jedna śluza całkowicie murowana z kamiennym dnem – 340 000 zł
- jedna śluza z dnem wyłożonym balami drewnianymi – 260 000 zł
- jeden upust – 49 000 zł
- jeden jaz – 181 000 zł

Całość wydatków za budowę linii od Netty do Czarnej Hańczy miała wynosić 4 020 000 zł, prace na Czarnej Hańczy miały kosztować 3 069 000 zł. Łączny koszt budowy kanału od środka Biebrzy do Niemna miał wynieść 9 500 000 zł, z czego 175 000 zł stanowiły koszty związane z zarządzaniem budową, inspekcjami i wydatkami nadzwyczajnymi. Kosztorys Prądzyńskiego nie przewidywał kosztów budowy portu w Augustowie oraz odszkodowań dla właścicieli za wywłaszczone tereny zajęte pod budowę kanału.

### Budowa

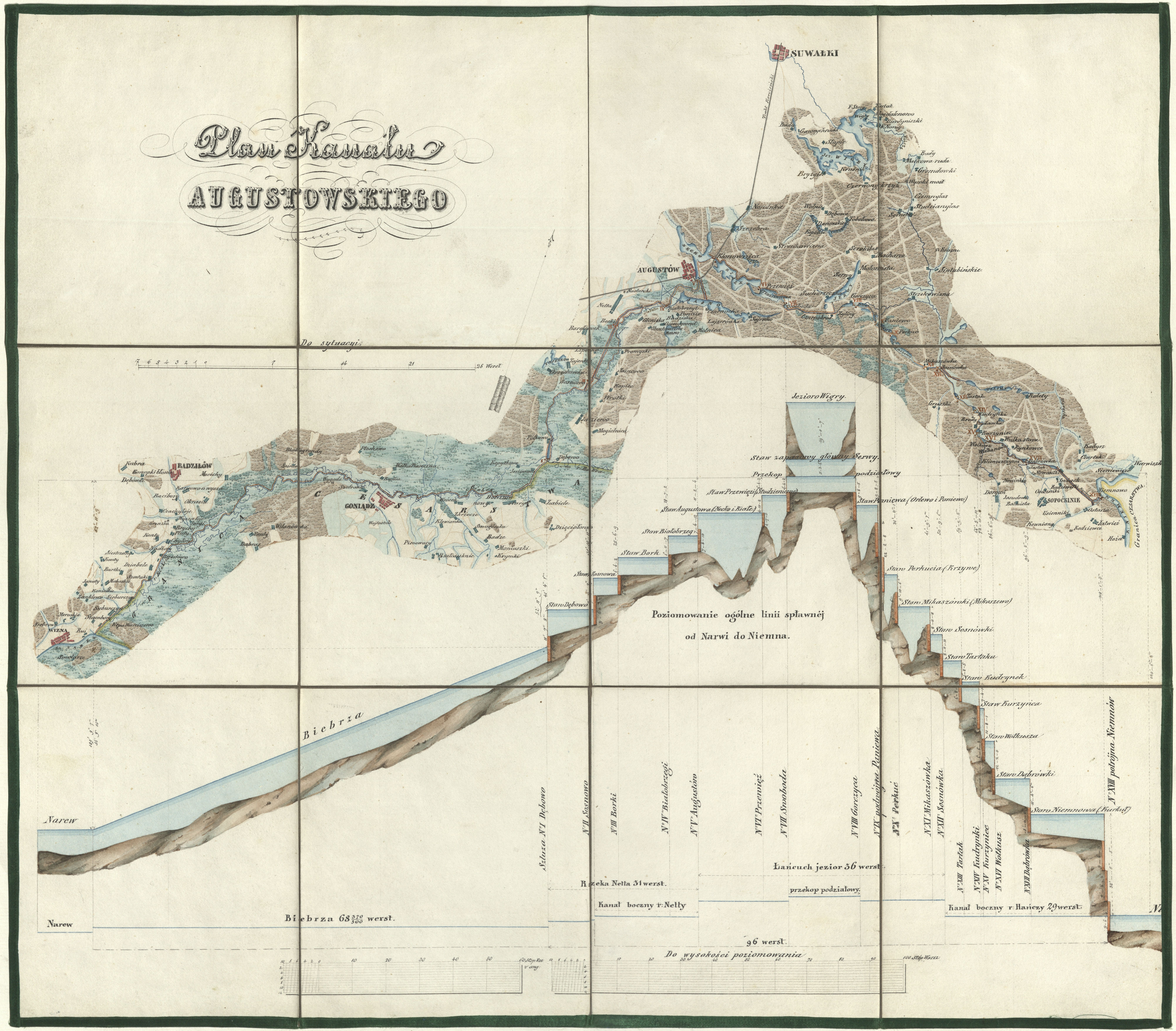
Plan kanału Augustowskiego powstały po jego budowie

Przed rozpoczęciem budowy trzeba było rozwiązać problemy z materiałami. Największy kłopot sprawiała produkcja wapna. Do budowy kanału, a zwłaszcza śluz, potrzebne było wapno wodotrwałe, zwane też hydraulicznym. Gatunki kamienia wapiennego z okolic Augustowa nadawały się jednak tylko do produkcji wapna zwykłego. Po wielu próbach oficerom z Korpusu Inżynierów udało się jednak opracować metody produkcji sztucznego wapna wodotrwałego w okolicach Augustowa. Było to spore osiągnięcie polskiej myśli technicznej w XIX w. Cegły produkowano w dwóch cegielniach, w tym jednej pod Augustowem. Elementów żelaznych dostarczać miała huta hr. Karola Brzostowskiego w Sztabinie.
W lipcu 1824 r. ruszyła budowa. Pracowało przy niej 6–7 tys. robotników, w tym miejscowych chłopów, którzy za pracę przy kanale otrzymywali wolność. Natomiast Prądzyński w 1826 r. wolność stracił, gdyż został aresztowany za przynależność do tajnych organizacji patriotycznych. Na jego miejsce bezpośrednie kierownictwo nad budową kanału przejął gen. de Grandville Malletski, dyrektor Korpusu Inżynierów, który przywłaszczył sobie autorstwo projektu kanału, zastępując podpisy Prądzyńskiego własnymi. 25 marca 1829 r. Prądzyński wyszedł na wolność i wrócił do budowy, jednak jego współpraca z Malletskim nie układała się dobrze. Wiosną 1830 r. większość zaplanowanych prac była wykonana. Zmieniono przy tym nieco plan Prądzyńskiego – do planowanych 11 śluz dodano 6 kolejnych. W 1831 r. prace przy budowie kanału przerwały działania zbrojne powstania listopadowego.
Po klęsce powstania listopadowego Rosja zlikwidowała autonomię Królestwa Polskiego i w związku z tym zmieniła się koncepcja budowy kanału. Rząd zwrócił się do Banku Polskiego, by ten dokończył kanał. W latach 1833–1839 prowadzono prace tylko na odcinku od Biebrzy do Niemna; budowę prowadził wówczas hydrotechnik Teodor Urbański. Dodano jeszcze jedną śluzę, położoną między Kudrynkami a Sosnówką. Dokończono też śluzę Niemnowo, która wbrew projektowi Prądzyńskiego była trójkomorowa. W 1839 r. prace przy budowie kanału zostały zakończone i został on otwarty. Wśród jego budowniczych byli m.in. Jerzy Arnold, Edward Tadeusz Bieliński, Michał Horain, Wojciech Korczakowski, Jan Paweł Lelewel, Feliks Pancer, August Szulc (Jussuf-aga).

### Użytkowanie do II wojny światowej
Już w marcu 1825 r. Prusacy zrezygnowali z wygórowanych ceł na polskie towary. Spław zboża do pruskich portów bałtyckich znów stał się opłacalny. W związku z tym Kanał Augustowski nie pełnił planowanej roli, tym bardziej że Rosjanie nie ukończyli Kanału Windawskiego zapewniającego połączenie dorzecza Niemna z portem w Windawie. Kanał wykorzystywano w ruchu lokalnym, głównie do spławu drewna. Rola tej drogi wodnej spadła jeszcze bardziej w drugiej połowie XIX w. z powodu rozwoju kolei. W latach 70. XIX w. na kanale pojawił się pierwszy parostatek, aczkolwiek jeszcze przez sto lat główną rolę odgrywała trakcja konna. W czasie I wojny światowej doszło do wielu szkód. Szczególnie ucierpiały zabudowania wokół kanału oraz mosty nad śluzami. W okresie międzywojennym kanał został naprawiony i nieznacznie zmodernizowany – ceramiczną licówkę śluz wymieniono na bloczki granitowe lub betonowe, a w miejscu mostów zwodzonych powstały mosty stałe.

### II wojna światowa
Po kampanii wrześniowej kanał znalazł się częściowo pod kontrolą niemiecką (od Suchej Rzeczki do Kurzyńca), a częściowo sowiecką. Niemcy wykorzystywali środkowy odcinek kanału do spławu drewna, natomiast Sowieci przez śluzę Niemnowo dostarczali materiały do budowy Linii Mołotowa. Później obiekty kanału stały się celem ataków dywersyjnych polskiej i sowieckiej partyzantki. W 1944 r. do kanału zaczęła zbliżać się Armia Czerwona. Niemcy, przygotowując się do obrony, wysadzili śluzy w Sosnowie, Borkach i Augustowie. Walki w okresie od lipca 1944 r. do stycznia 1945 r. spowodowały dalsze zniszczenia.

### Okres powojenny
Po II wojnie światowej liczący ok. 20 km.~ wschodni odcinek kanału od śluzy Kurzyniec do Niemna znalazł się w granicach ZSRR. Na odcinku polskim przystąpiono do odbudowy i modernizacji kanału. Odbudowano zniszczone obiekty, wymieniono wrota wszystkich śluz. W latach 60. upowszechniły się na kanale statki z napędem śrubowym, powodujące powstawanie większych fal niż dotychczasowe statki holowane przez konie. Brzegi kanału zaczęły być podmywane, zbudowano więc betonowe umocnienia brzegów, co jednak szkodziło zabytkowym walorom i estetyce kanału, podobnie jak inne modernizacje nieuwzględniające charakteru dziewiętnastowiecznej drogi wodnej. We wrześniu 1968 r. Towarzystwo Miłośników Ziemi Augustowskiej wydało memoriał w sprawie niszczenia zabytkowego charakteru Kanału Augustowskiego. Zaowocowało to wpisaniem Kanału Augustowskiego do rejestru zabytków. W 1994 r. do białoruskiego rejestru zabytków została wpisana dotychczas bardzo zaniedbana białoruska część kanału, którą wyremontowano na początku XXI w.